# 대인고등학교
대인고등학교(大仁高等學校)는 대한민국 인천광역시 서구 공촌동에 위치한 사립 고등학교이다.

## 학교 연혁
- 1989년 8월 16일 : 학교법인 대인학원 인가, 재단 이사장 김병수(대인고등학교 8학급 인가)
- 1990년 11월 28일 : 대인종합고등학교로 학칙 변경 인가(인문계 6학급, 상업계 6학급)
- 1991년 3월 1일 : 초대 오인균 교장 취임
- 1991년 3월 2일 : 제1회 입학식(600명)
- 1996년 9월 23일 : 대인고등학교로 학칙 변경 인가(보통과 36학급)
- 1996년 11월 5일 : 학교 설립자 김병수 이사장 별세
- 2003년 9월 1일 : 디지털도서관 구축
- 2006년 9월 1일 : 어진터 학교 숲 조성공사 완료
- 2013년 5월 30일 : 다목적 강당(어진관) 완공
- 2017년 3월 1일 : 제5대 노양재 교장 취임
- 2018년 2월 8일 : 제25회 졸업식(452명) 졸업생 총수 13,498명
- 2018년 12월 3일 : 고교학점제 선도학교 지정
- 2022년 2월 22일 : 제5대 김기돈 이사장 취임
- 2022년 12월 23일 : 제30회 졸업식(330명)
- 2023년 3월 6일 : 제33회 입학식(361명 입학)

## 참고 자료
- 대인고등학교 - 한국교육학술정보원 학교알리미